# Azazia rubricans
Azazia rubricans là một loài bướm đêm trong họ Noctuidae.